# ベルンハルト3世 (バーデン＝バーデン辺境伯)
ベルンハルト3世（Bernhard III. von Baden, 1474年10月7日 - 1536年6月29日）は、バーデン辺境伯（在位：1515年 - 1533年）、後にバーデン＝バーデン辺境伯（在位：1533年 - 1536年）。ツェーリンゲン家のバーデン辺境伯クリストフ1世とその妻のオッティーリエ・フォン・カッツェンエルンボーゲンの間の次男として生まれた。

## 生涯
従伯父にあたる神聖ローマ皇帝マクシミリアン1世の宮廷で育ち、マクシミリアン1世の一人息子フィリップ（美公）の幼い頃よりの遊び友達となった。フィリップがスペイン王家の婿となり、イベリア半島へ渡った際にも同行した。
1515年に父クリストフ1世が引退すると、2人の弟フィリップ、エルンストと共にバーデン辺境伯領を継承した。1533年にフィリップが息子の無いまま死んだあと、バーデン辺境伯領はベルンハルト3世の直系でカトリック信仰を保ったバーデン＝バーデン辺境伯家と、エルンストの直系でプロテスタント派となったバーデン＝ドゥルラハ辺境伯家の領地に分裂した。ベルンハルト3世自身は、晩年にはプロテスタントの教義に共感を示し、バーデンの貴族身分の宗教改革の受け入れに影響を与えた。

## 子女
1535年、死の1年前にブリエンヌおよびリュクサンブール＝リニー伯シャルル1世の娘フランソワーズと結婚し、間に2人の息子をもうけた。
- フィリベルト（1536年 - 1569年） - バーデン＝バーデン辺境伯
- クリストフ（1537年 - 1575年） - バーデン＝ローデマヒェルン辺境伯

また、少なくとも6人の庶出の息子がいたことが分かっている。